# 福知山市立大正小学校
福知山市立大正小学校（ふくちやましりつ たいしょうしょうがっこう）は、京都府福知山市字堀水内1148番地にある公立小学校。

## 沿革

### 経緯
福知山市立大正小学校は、1872年、掘村円浄寺庫裏にて開校し、その翌年、岡村と合併し、欽崇舎と命名された。その後、1913年に福知山町立大正尋常高等小学校、1941年に大正国民小学校に改名した。第二次世界大戦降伏後の学制改革によって、現在の校名である福知山市立大正小学校となる。

### 年表
- 1872年（明治5年） - 掘村円浄寺庫裏にて開校。
- 1873年（明治6年） - 隣の岡村と合併、校名を欽崇舎と命名。
- 1875年（明治8年）8月 - 水内（みずうち）に校舎を新築、堀小学校と改名。
- 1890年（明治23年）8月 - 笹尾校（笹尾・和久市）を分校として曽我井校と改名。
- 1893年（明治26年）4月 - 笹尾分校が独立。堀尋常小学校と改名。
- 1903年（明治36年） - 現在地に校舎を建設、4月13日に落成式を行う。この日を創立記念日とする。同時に曽我井尋常小学校と改名。
- 1907年（明治40年）6月 - 小学校令改正により、高等科を設置、曽我井尋常高等小学校と改名。
- 1913年（大正2年）
  - 4月 - 笹尾尋常小学校と合併、大正尋常高等小学校と改名。曽我井校を堀教場、笹尾校を笹尾教場と呼称。
  - 7月4日 - 曽我井村が福知山町に編入。笹尾教場が惇明校に吸収される。福知山町立大正尋常高等小学校と改名。
- 1923年（大正12年） - 校区変更により、岡区児童を惇明校に移籍、本校は堀区児童のみ在籍。
- 1937年（昭和12年）4月 - 福知山町が市制を施行し、福知山市となる。
- 1941年（昭和16年）4月 - 国民学校令により大正国民学校と改名。高等科設置。
- 1944年（昭和19年）3月 - 福知山市内５校の高等科を合併、昭和国民学校（福知山市立桃映中学校の前身）へ移籍。
- 1946年（昭和21年）12月 - 学校給食開始。
- 1947年（昭和22年）4月 - 学制改革により福知山市立大正小学校と改名。
- 1950年（昭和25年）4月 - 大正幼稚園併設。
- 1979年（昭和54年）3月 - 大正幼稚園移転新築。跡地を運動場に転用。
- 1987年（昭和62年）4月 - 障害児学級の新設。
- 1988年（昭和63年）10月 - 京都国体開会式（三段池会場）にて6年生集団演技に参加。
- 1991年（平成3年）4月 - 市研究指定校として「体育科」の研究を推進。
- 1997年（平成9年）
  - 1月 -「学校安全努力学校」を受賞。
  - 4月 - 市研究指定校として「教科（算数）、道徳、特別活動」の研究を推進。
- 2002年（平成14年）4月 - 市研究指定校「人権教育」として研究を推進。
- 2006年（平成18年）
  - 3月 - 平成17年度けやき賞「教育長賞」受賞。（大正幼稚園との共同研究）
  - 4月 - 平成18・19年度京都府教育委員会研究指定校
- 2007年（平成19年）4月 - 平成18・19年度京都府教育委員会研究指定校
- 2009年（平成21年）2月 - 平成19・20年度福知山市特色ある学校づくり研究指定校実践発表会において、学力充実プランや読書活動の取組を発表する。

## 教育目標
夢をもち、ともにはげむ子の育成

## 通学区域
- 福知山市
  - 荒木、森垣、日吉ケ丘、高畑、水内、本堀、南本堀、野家、東小谷ケ丘、西小谷ケ丘、南小谷ケ丘、北小谷ケ丘、内田町、蛇ケ端、堀口、東堀[1]

## 進学先中学校
- 福知山市立桃映中学校[1]

## 校区内の主な施設
- 福知山市立桃映中学校
- 福知山成美高等学校
- 福知山公立大学
- 桃映地域公民館
- 福知山警察署

## 通学区域が隣接している学校
- 福知山市立修斉小学校
- 福知山市立惇明小学校
- 福知山市立庵我小学校
- 福知山市立雀部小学校
- 福知山市立六人部小学校
- （兵庫県）丹波市立竹山小学校